# 山形村 (愛知県)
山形村（やまがたむら）は、愛知県中島郡にかつてあった村。
現在の稲沢市の北東部に該当する。現在の稲沢駅、リーフウォーク稲沢周辺にあたる。

## 歴史
- 1889年（明治22年）10月1日 - 子生和村、赤池村、陸田村、長野村が合併し、山形村が発足。
- 1906年（明治39年）5月10日 - 稲沢町, 一治村, 国府宮村, 下津村, 大江村の一部, 中島村の一部, 稲保村の一部と合併し、改めて稲沢町発足。同日山形村は廃止。
- 1958年（昭和33年）11月1日 - 稲沢町が市制施行して稲沢市となる。